# Nowoandrijiwka (rejon pokrowski)
Nowoandrijiwka (ukr. Новоандріївка) – wieś na Ukrainie, w obwodzie donieckim, w rejonie pokrowskim, w hromadzie Pokrowsk. W 2001 liczyła 65 mieszkańców.